# Сокол, Сергей Михайлович
Сергей Михайлович Сокол (род. 17 декабря 1970, Севастополь, СССР) — российский политический и государственный деятель. Председатель Верховного Совета Республики Хакасии с 22 сентября 2023 года. Член партии «Единая Россия». Кандидат политических наук.
Был депутатом Государственной думы Федерального собрания Российской Федерации VII и VIII созывов (с 19 марта 2020 года по 18 сентября 2023 года).
Работал заместителем губернаторов Красноярского края (2002—2008) и Иркутской области (2008—2009), исполнял обязанности губернатора Иркутской области (11 мая — 8 июня 2009). Был председателем Законодательного собрания Иркутской области (2018—2020).
Из-за вторжения России на Украину находится под международными санкциями Евросоюза, США, Великобритании и ряда других стран.

## Биография
Сергей Сокол родился 17 декабря 1970 года в Севастополе. Отец Михаил Павлович Сокол (род. 1943) был офицером Главного разведывательного управления СССР. Мать Татьяна Витальевна (род. 1948) была инженером, стояла у истоков компьютерного программирования в СССР. Семья часто переезжала из-за профессии отца. В детстве Сергей Сокол жил в Колумбии и на Кубе.
В 1987 году окончил среднюю школу при посольстве СССР на Кубе, в 1992 году — Московский государственный институт международных отношений (восточное отделение факультета международных отношений). Владеет испанским, английским и сингальским языками. В 2002 году в Институте социально-политических исследований РАН защитил диссертацию на соискание учёной степени кандидата политических наук по теме «Хозяйственно-экономические субъекты в политическом процессе региона».
После окончания института по распределению уехал работать дипломатом в Эквадор. В 1992—1993 годах — дежурный референт, в 1993—1995 годах — референт-секретарь Посольства России в Эквадоре. После работы в Эквадоре вернулся в Москву и перешёл в бизнес. С 1995 по 1997 год работал заместителем генерального директора по коммерческой и финансовой работе в совместном российско-германском предприятии АОЗТ «Нефтегазгтехнология». В 1997 году работал первым заместителем генерального директора по экономике и финансам, а затем c декабря 1997 по 2000 год — генеральным директором ОАО «Норильскгазпром».
С 1999 по 2002 год — депутат Думы Таймырского (Долгано-Ненецкого) автономного округа II созыва. Избрался по избирательному округу № 9 (Усть-Енисейский район). 22 октября 2002 года досрочно сложил депутатские полномочия в связи с назначением заместителем губернатора Красноярского края. С января по март 2000 года возглавлял избирательный штаб Владимира Путина в Норильске на выборах президента России в 2000 году. По итогам выборов за Путина отдали голоса 79,46 % норильчан.

### Заместитель губернатора
22 октября 2002 года назначен на должность заместителя губернатора Красноярского края Александра Хлопонина. Курировал деятельность предприятий топливно-энергетического, промышленного, транспортного и коммуникационного комплексов, а также вопросы регулирования тарифов на электрическую и тепловую энергию, процедур финансового оздоровления предприятий, поддержку малого предпринимательства. С 2004 года работал в должности заместителя губернатора края, руководителя аппарата Совета администрации края.
В апреле 2005 года принимал активное участие в подготовке и проведении референдума по объединению Красноярского края, Таймырского автономного округа и Эвенкийского автономного округа. С 2006 года возглавлял рабочую группу по разработке проекта Устава объединённого края, координировал вопросы формирования новой структуры органов исполнительной власти объединённого Красноярского края. В июне 2007 года назначен заместителем губернатора объединённого Красноярского края.
В 2007—2008 годах Сергей Сокол находился в кадровом резерве на должность главы ряда регионов (Республика Алтай, Республика Тыва, Забайкальский край). С мая 2008 года — член всероссийской политической партии «Единая Россия».
С апреля 2008 года — первый заместитель временно исполняющего обязанности губернатора Иркутской области Игоря Есиповского, с декабря 2008 года — первый заместитель действующего губернатора. На этом посту курировал управление стратегическими предприятиями. На период работы Сокола пришлось закрытие Байкальского целлюлозно-бумажного комбината по требованию Росприроднадзора и последовавшая за тем необходимость наладить экономическую ситуацию в Байкальске. Также Сокол принимал участие в создании нового Устава области после объединения Иркутской области и Усть-Ордынского Бурятского автономного округа, занимался административной реформой.
10 мая 2009 губернатор Игорь Есиповский погиб в авиакатастрофе, 11 мая Сергей Сокол был назначен временно исполняющим обязанности главы региона. В этой должности проработал до 8 июня, когда Законодательное собрание Иркутской области утвердило по представлению президента Дмитрия Медведева новым губернатором Дмитрия Мезенцева.

### «Ростех»
С 2010 по 2011 год — советник генерального директора ГК «Ростехнологии» Сергея Чемезова. В 2011—2013 годы возглавлял дочерний холдинг «Ростеха» — «РТ-Химические и композиционные технологии и материалы» (ОАО «РТ-Химкомпозит»). В 2014—2015 годы был председателем совета директоров «РТ-Химкомпозит». С июля 2015 по март 2018 года Сергей Сокол был председателем совета директоров машиностроительного холдинга «Оборонпром» (АО Объединенная промышленная корпорация «Оборонпром»), также входившего в состав госкорпорации «Ростех». «Оборонпром» в тот период занимался консолидацией предприятий вертолётной промышленности и их управлением. К 2018 году предприятия отрасли были собраны в двух холдингах «Объединённая двигателестроительная корпорация» и АО «Вертолёты России», после чего они были переданы в прямое владение «Ростеха». В марте 2018 года «Оборонпром» был ликвидирован.
В 2018 году руководил штабом корпорации «Ростех» в рамках избирательной кампании по выборам президента РФ.

### «Единая Россия»
Параллельно с работой в структурах «Ростеха» Сергей Сокол продолжал заниматься общественно-политической деятельностью.
В мае 2016 года по итогам предварительного голосования «Единой России» Сергей Сокол выиграл праймериз в Красноярском крае. Под его руководством была проведена успешная кампания по избранию депутатов от «Единой России» в Государственную думу. Сергей Сокол был третьим в региональном списке кандидатов от «Единой России» на выборах в региональной группе № 5 (включала Красноярский край, Хакасию и Туву), после Артуру Чилингарова и Ларисы Шойгу. Однако по итогам выборов в Думу он не прошёл.

### Председатель Законодательного Собрания Иркутской области
15 мая 2018 года подал документы на праймериз «Единой России» в Иркутской области. 3 июня Сокол занял второе место по округу № 3, куда входила часть Иркутска. 7 июня политсовет партии утвердил Сокола в числе лидеров партсписка. 9 сентября 2018 года был избран депутатом Законодательного собрания Иркутской области III созыва.
19 сентября 2018 года был избран председателем Законодательного собрания вместо Сергея Брилки, перешедшего в Совет Федерации. 9 ноября 2018 года избран секретарем Иркутского регионального отделения партии «Единая Россия». 8 декабря того же года на XVIII съезде партии избран в состав Генерального совета «Единой России». Сложил полномочия депутата заксобрания 17 марта 2020 года в связи с переходом на работу в Государственную думу.

### Депутат Государственной Думы
В марте 2020 года стал депутатом Государственной думы VII созыва от партии «Единая Россия». 18 марта Центральная избирательная комиссия передала ему вакантный мандат Ольги Баталиной, перешедшей на работу заместителем министра труда и социальной защиты РФ. 20 марта Сергей Сокол получил удостоверение депутата Госдумы.
Сергей Сокол победил в праймериз «Единой России», прошедших в конце мая 2021 года, и был отобран для участия в выборах в Госдуму VIII созыва от Республики Хакасия. В конкурентной борьбе за депутатский мандат он получил поддержку 41 553 жителей региона, вторым по числу голосов оказался представитель регионального отделения КПРФ Валерий Старостин (32 174 проголосовавших), третьим был самовыдвиженец Евгений Челтыгмашев (24 333 избирателя).
21 апреля 2023 года секретарь Генерального совета партии «Единая Россия» Андрей Турчак сообщил о планах партии выдвинуть Сокола на выборы главы Республики Хакасия, назначенные на 10 сентября. Выдвижение состоялось, однако 2 сентября Сокол снял свою кандидатуру по состоянию здоровья; неофициальная причина самоотвода — низкий рейтинг (около 30 %). Несколькими днями позже Сокол подал заявление о сложении полномочий депутата Госдумы; полномочия прекращены 19 сентября 2023 года.

#### Участие во вторжении России в Украину
В конце сентября 2022 года, после начала военной мобилизации в связи с российским вторжением в Украину, Сокол начал военную службу добровольцем. Службу проходил в составе депутатского батальона «Каскад» в звании майора. В январе 2023 года продлил контракт с Вооружёнными силами России.

#### Состояние здоровья
21 июля 2023 года был госпитализирован в городскую больницу Абакана с перитонитом, где ему была проведена экстренная операция, а 1 августа выписался из больницы и вернулся к работе. 31 августа вновь был госпитализирован в Москве, по информации Андрея Турчака у Сокола диагностировали венозный мезентериальный тромбоз и острая кишечная непроходимость, он находился в реанимации, а его состояние оценивалось как крайне тяжёлое.

### Спикер Верховного Совета Республики Хакасия
22 сентября 2023 года на организационном заседании Верховного Совета восьмого созыва большинством голосов избран спикером (председателем парламента).

## Награды
Сергей Сокол награждён орденом Мужества (3 апреля 2023), медалью ордена «За заслуги перед Отечеством» II степени (2002).
Кроме того, в разные годы ему вручены медаль «300 лет Российскому флоту», медаль «200 лет МВД России», медаль Жукова (1998), медаль «Министерства иностранных дел РФ 200 лет», благодарность Президента Российской Федерации (2000). Неоднократно был награждён юбилейными знаками и почётными грамотами.

## Семья
Сергей Сокол женат, воспитывает трёх сыновей 1999, 2007, 2019 года рождения. Жена Дарья работает в структуре «Росатома».

## Международные санкции
23 февраля 2022 года, на фоне вторжения России на Украину, включён в санкционный список Евросоюза, так как «поддерживал и проводил действия и политику, которые подрывают территориальную целостность, суверенитет и независимость Украины, которые ещё больше дестабилизируют Украину».
24 февраля 2022 года включён в санкционный список Канады «близких соратников режима» за голосование о признании независимости «так называемых республик в Донецке и Луганске».
24 марта 2022 года, на фоне вторжения России на Украину, включён в санкционный список США за «соучастие в войне Путина» и «поддержку усилий Кремля по вторжению в Украину», Госдеп США заявил что депутаты Госдумы используют свои полномочия для преследования инакомыслящих и политических оппонентов, нарушают свободу информации, ограничивают права человека и основные свободы граждан России.
Позднее, по аналогичным основаниям, включён в санкционные списки Великобритании, Швейцарии, Австралии, Японии, Украины, Японии и Новой Зеландии.